# セサモール
セサモール(Sesamol)は、ごま油に含まれる天然有機化合物である。白色の結晶性固体で、フェノールの誘導体である。水には難溶であるが、ほとんどの油とは完全に混ざる。ヘリオトロピンから有機合成で生産することができる。
セサモールは、油の損傷を防止する抗酸化物質であり、フリーラジカルから身体を守る効果も持つと考えられている。抗菌物質としても油の損傷を防ぐ。
工業的にパロキセチンを合成する際の中間体となる。
アーユルヴェーダでは、ごま油が用いられる。